# 花鸟鱼市
花鸟鱼市是一个专门销售盆景花、观赏鸟、观赏鱼，还有其它各种小动物、像荷兰猪、花鼠等，以及与此相关的附属品的场所。
大多数去花鸟鱼市的人，不是要去购买什么，而是特地去观赏种类繁多的花、鸟、鱼等。一般在中国大陆的每一座城市，都会有一处这样的场所。